# Bing Bang (Время танцевать)
«Bing Bang (Время танцевать)» (англ. Bing Bang (Time to Dance)) — сингл-версия песни «Bing Bang» группы «Лентяево».

## Описание
Оригинальная версия песни Bing Bang звучит в конце каждого эпизода исландского детского телесериала «Лентяево» в исполнении Стефани. Под неё танцуют Стефани, Спортакус и куклы Лентяева. В эпизодах «LazyTown’s Surprise Santa», «The Holiday Spirit», «The LazyTown Circus» и «Rockin’ Robbie» исполняется рождественская версия — цирковой и рок-стиль песни. Расширенная версия песни исполняется в эпизодах «Defeeted» и «LazyTown’s New Superhero».
Сингл был выпущен 27 ноября 2006 года в Великобритании в цифровом формате, а в формате CD — неделей позже. 10 декабря он занял 4 место в UK Singles Chart. Букмекерская контора William Hill поместила песню в число пяти песен, которые в 2006 году, вероятно, стали рождественскими песнями номер один в Великобритании (англ. UK Christmas number-one song). После продажи 100000 копий за одну неделю песня стала «золотой пластинкой» (англ. gold record).
Песня была написана Мани Сваварссоном — композитором и одним из сценаристов Лентяева. Первоначально трек был создан для Glanni Glæpur í Latabæ — театральной постановки 1999—2000 годов в Исландии, которая позже превратилась в популярное детское телевизионное шоу. Сваварссон утверждал: «Мы хотели, чтобы Стефани спела что-то запоминающееся, что дети всех возрастов могли бы повторить, услышав это однажды. Вывод был «Bing Bang». Мы также хотели, чтобы текст песни представлял её характер: улыбчивый, танцевальный, весёлый» (англ. We wanted Stephanie to sing something catchy — that kids [of] all ages could repeat after hearing it once. The conclusion was 'Bing Bang'. We also wanted the lyrics to represent her character: smiley, dancey, fun-loving).

## Список композиций

### Maxi CD
1. «Bing Bang» (Time to Dance Single Mix) — 3:16
2. «Bing Bang» (рождественская версия) — 2:55
3. «LazyTown Megamix» — 3:43
4. «I Love Christmas» — 1:38
5. «Bing Bang (Time to Dance)»: видео — 3:20

«I Love Christmas» имеет расширенное инструментальное вступление на этом диске.

## Чарты

### Еженедельные чарты
| Чарт (2006)                 | Положение вершины |
| --------------------------- | ----------------- |
| Австрия (Ö3 Austria Top 40) | 42                |
| Германия (GfK)              | 73                |
| Ирландия (IRMA)             | 15                |
| UK Singles Chart (OCC)      | 4                 |
| UK Indie Chart (OCC)        | 1                 |

### Графики на конец года
| Чарт (2006)      | Позиция |
| ---------------- | ------- |
| UK Singles (OCC) | 173     |